# Akademia Nauk Stosowanych w Raciborzu
Akademia Nauk Stosowanych w Raciborzu – publiczna uczelnia zawodowa założona 1 lutego 2002 roku w Raciborzu na mocy decyzji Rady Ministrów Rzeczypospolitej Polskiej z dnia 20 września 2001 roku. 
Uczelnia kształci blisko 4 tysiące studentów na studiach stacjonarnych i niestacjonarnych. Oferuje kierunki kształcenia i specjalności o zróżnicowanym profilu, od roku akademickiego 2019/2020 prowadzi również studia magisterskie. Po ukończeniu studiów absolwenci uzyskują tytuł zawodowy licencjata, inżyniera lub magistra.
Uczelnia finansowana jest przez dotację z budżetu państwa oraz przez Ministerstwo Nauki i Szkolnictwa Wyższego.

## Władze (2020–2024)
- Rektor: dr Paweł Strózik, prof. uczelni
- Prorektor ds. organizacji: dr inż. Tomasz Czyszpak
- Prorektor ds. studenckich: dr Beata Fedyn, prof. uczelni
- Dyrektor Administracyjny: mgr inż. Jacek Pierzga

## Poczet rektorów
- 2001–2007: prof. dr hab. Joachim Raczek – nauki o kulturze fizycznej (teoria sportu)
- 2007–2015: dr hab. Michał Szepelawy, prof. PWSZ – nauki o kulturze fizycznej (antropomotoryka)
- 2015–2020: dr hab. inż. arch. Ewa Stachura, prof. PWSZ – nauki techniczne, architektura
- od 2020: dr Paweł Strózik[5] – nauki filologiczne

## Struktura organizacyjna
W skład struktury organizacyjnej Akademii Nauk Stosowanych w Raciborzu wchodzi sześć instytutów, studium i biblioteka.

### Instytut Architektury
Architektura:
Dyrektor: dr inż. arch. Joanna Sokołowska-Moskwiak, prof. uczelni
Zastępca dyrektora: dr inż. arch. Jarosław Figaszewski
Zastępca dyrektora: dr inż. arch. Adam Bednarski

Instytut Architektury w PWSZ w Raciborzu przygotowuje studentów do pracy w zawodzie architekta. Zajęcia prowadzone są na profilu praktycznym. Studenci Instytutu Architektury PWSZ w Raciborzu wielokrotnie zdobywali nagrody i wyróżnienia krajowe oraz zagraniczne. Przyszli architekci są również aktywnie zaangażowani w kształtowanie otoczenia miasta Racibórz, przygotowując projekty np. dla rozwoju pl. Jana Długosza czy ul. Długiej.
W 2017 roku decyzją Senatu PWSZ w Raciborzu do Instytutu Architektury został dołączony kierunek edukacja artystyczna w zakresie sztuk plastycznych.

### Instytut Kultury Fizycznej i Zdrowia
Dyrektor: dr Andrzej Samołyk
Zastępca Dyrektora: dr Marek Sroka
Zastępca Dyrektora: dr Elżbieta Kania
Instytut Kultury Fizycznej Państwowej Wyższej Szkoły Zawodowej w Raciborzu powstał 1 października 2004 roku. Równo rok później włączono w jego skład Zakład Wychowania Plastycznego z Grafiką Użytkową tym samym zmieniając nazwę Instytutu na Instytut Kultury Fizycznej i Sztuki. Kolejna zmiana miała miejsce 27 września 2006 roku, kiedy to decyzją Senatu Uczelni powrócono do dawnej nazwy i zmieniono strukturę organizacyjną tej jednostki dydaktycznej. W 2016 roku IKF uruchomił nowy kierunek studiów: Turystyka i Rekreacja. W 2017 roku Senat PWSZ w Raciborzu podjął decyzję o uruchomieniu kształcenia na kierunku pielęgniarstwo, które zostało przyłączone do Instytutu Kultury Fizycznej i Zdrowia.

### Instytut Studiów Edukacyjnych
Dyrektor: dr Ludmiła Nowacka
Zastępca Dyrektora: dr Ilona Gembalczyk, prof. Uczelni
Zastępca Dyrektora: dr Kornelia Solich
Instytut Studiów Edukacyjnych powstał wraz z utworzeniem Państwowej Wyższej Szkoły Zawodowej we wrześniu 2002 roku. Pierwsi studenci rozpoczęli naukę na trzech specjalnościach: wychowanie fizyczne i zdrowotne, pedagogika resocjalizacyjna z wychowaniem fizycznym, wychowanie plastyczne z grafiką użytkową. Od roku akademickiego 2019/2020 Instytut rozpoczął kształcenie studentów na jednolitych studiach magisterskich, kierunek pedagogika.

### Instytut Studiów Społecznych
Dyrektor: dr Dariusz Chojecki
Zastępca dyrektora: dr Mariusz Koroblowski
Zastępca dyrektora: dr Zbigniew Wieczorek
Instytut Studiów Społecznych został powołany do życia 2 października 2003 roku Z powodzeniem kształcąc na popularnych kierunkach takich jak: Administracja i Bezpieczeństwo Państwa.

### Instytut Neofilologii
Dyrektor: dr Daniel Vogel, prof. Uczelni
Zastępca Dyrektora: dr Justyna Pietrzykowska
Zastępca Dyrektora: dr Emilia Wojtczak
Instytut Neofilologii ANS w Raciborzu składa się z 3 zakładów. Oferuje możliwość podjęcia studiów filologicznych oraz nauki języka obcego od podstaw. Instytut Neofilologii umożliwia kształcenie w ramach: języka angielskiego, języka niemieckiego i języka czeskiego. 

### Instytut Techniki
Dyrektor: dr inż. Małgorzata Kuchta
Zastępca Dyrektora: dr inż. Leszek Gomółka
Instytut Techniki i Matematyki PWSZ w Raciborzu powstał 27 września 2006 roku Działając jako Instytut Techniki kształci studentów na kierunku Automatyka i Robotyka oraz Zarządzanie i Inżynieria Produkcji. 

### Studium Języków Obcych
Kierownik: dr Alina Zimna
W Studium Języków Obcych ANS w Raciborzu pracują lektorzy języka angielskiego, niemieckiego i czeskiego.

### Biblioteka
Kierownik: mgr Piotr Mucha
Biblioteka Państwowej Wyższej Szkoły Zawodowej w Raciborzu  funkcjonuje od 1 lutego 2002 roku na bazie wcześniej gromadzonego księgozbioru Kolegium Nauczycielskiego. Jest jednostką ogólnouczelnianą o zadaniach dydaktycznych, naukowych i usługowych. W Bibliotece gromadzone są zbiory piśmiennicze, audiowizualne i multimedialne dostosowane do specjalności prowadzonych przez uczelnię. Strukturę biblioteki tworzą: 
- Wypożyczalnia
- Czytelnia Ogólna
- Czytelnia Czasopism
- Ośrodek Informacji Naukowej
- Sekcja Gromadzenia i Opracowania Zbiorów

## Kierunki kształcenia
ANS w Raciborzu oferuje 10 kierunków studiów pierwszego stopnia (studia licencjackie i inżynierskie) oraz 3 kierunki magisterskie:
Kierunki magisterskie
- Administracja
- Pedagogika
- Pielęgniarstwo

Kierunki Inżynierskie:
- Automatyka i Robotyka
- Architektura
- Zarządzanie i inżynieria produkcji

Kierunki licencjackie:
- Administracja
- Bezpieczeństwo państwa
- Edukacja artystyczna w zakresie sztuk plastycznych
- Filologia/języki obce: angielski, niemiecki, czeski
- Pedagogika
- Pielęgniarstwo
- Wychowanie fizyczne

## Baza lokalowa i współpraca
Gmach główny uczelni zaczęto wznosić w 1935 r. z inicjatywy polskich organizacji w Niemczech dla żeńskiego gimnazjum polskiego. Budynku wówczas nie ukończono z powodu sprzeciwu władz niemieckich. Budowę dokończono w 1954 r. i przeznaczono na siedzibę Studium Nauczycielskiego w Raciborzu.  
PWSZ w Raciborzu kształci studentów na obszarze kampusu przy ul. Słowackiego 55, gdzie znajdują się obiekty dydaktyczne, biblioteka, dom studenta, hale sportowe, kryta pływalnia oraz biblioteka z czytelnią. Oprócz tego w posiadaniu PWSZ w Raciborzu znajduje się budynek Instytutu Architektury przy ul. Łąkowej w Raciborzu (gdzie odbywają się studia Architektoniczne oraz Edukacji Artystycznej).  
Wykładowcy uczący na PWSZ zazwyczaj prowadzą zajęcia także na innych uczelniach (np. Akademia Sztuk Pięknych w Katowicach, Uniwersytet Śląski w Katowicach, Uniwersytet Opolski i Uniwersytet Wrocławski).